# Schilbach (Schöneck)
Schilbach ist ein Ortsteil der Stadt Schöneck/Vogtl. im Vogtlandkreis (Freistaat Sachsen). Er wurde am 1. Januar 1995 eingemeindet.

## Geografie

### Lage
Schilbach liegt im Zentrum des sächsischen Teils des historischen Vogtlands nordwestlich der Stadt Schöneck/Vogtl. Bezüglich des Naturraums liegt der Ort am Übergang vom Vogtland zum Westerzgebirge. Der Schilbacher Dorfbach entwässert über den Würschnitzbach in die Weiße Elster. Schilbach liegt am Rand des  Naturparks Erzgebirge/Vogtland.

### Nachbarorte
| Arnoldsgrün | Korna                                       |                 |
|             | Kompassrose, die auf Nachbargemeinden zeigt | Schöneck/Vogtl. |
| Marieney    |                                             | Eschenbach      |

## Geschichte

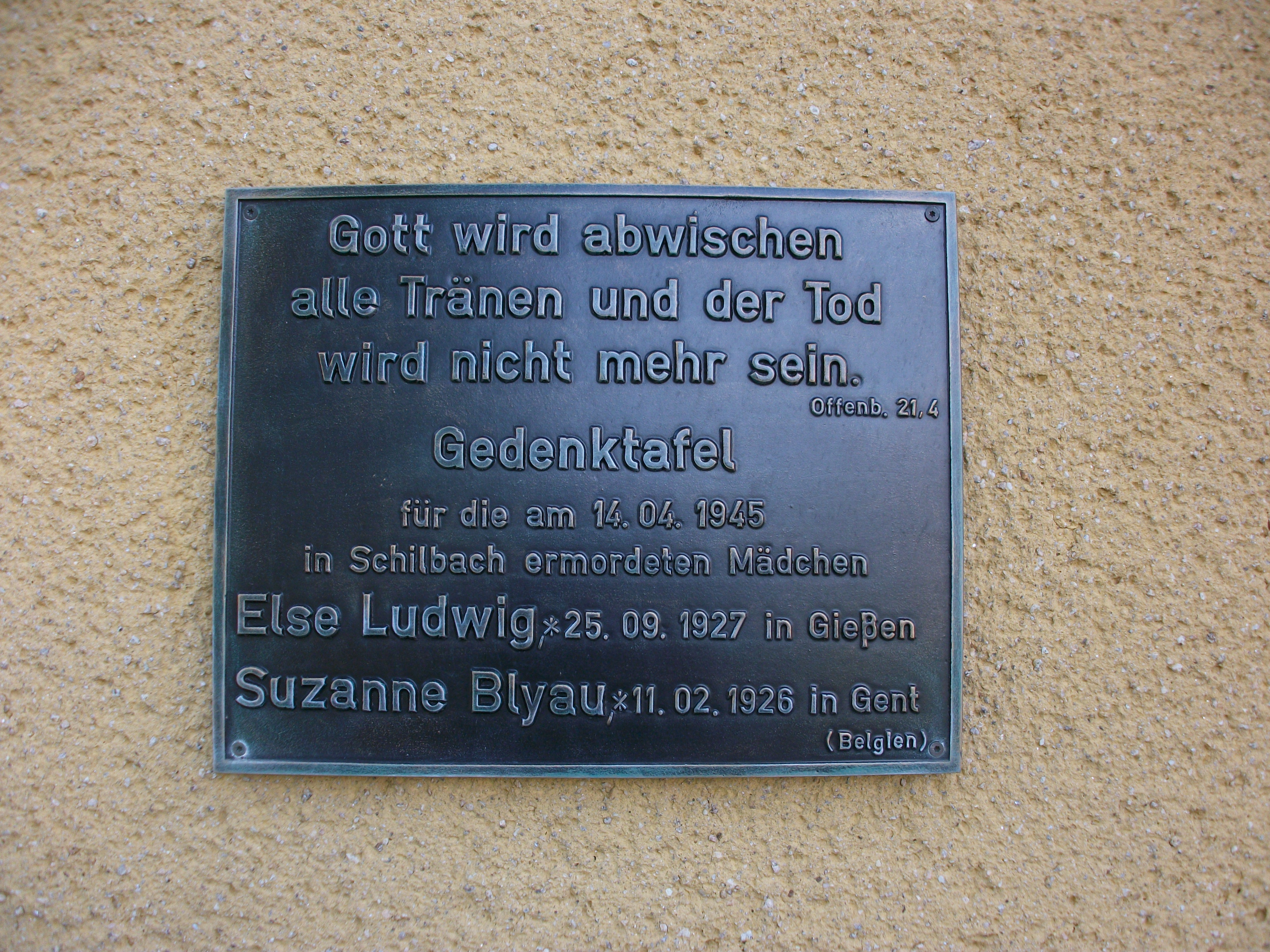
Friedhof Schöneck/Vogtl., Gedenktafel für zwei 1945 in Schilbach ermordete Mädchen

Das Waldhufendorf Schilbach wurde im Jahr 1370 erwähnt, als einer von fünf Söhnen der Adelsfamilie Tosse, die die Burgherrschaft Schöneck besaßen, den Ort Schilbach erhielt und das Rittergut Schilbach errichtete. Zu dessen Grundherrschaft gehörten die Orte Schilbach, Korna, Arnoldsgrün (anteilig) und Eschenbach (anteilig). Um 1500 war das Gut im Besitz derer von Tettau auf Schwarzenberg. Schilbach gehörte um 1506 zum Amt Plauen und um 1748 bis 1856 zum kursächsischen bzw. königlich-sächsischen Amt Voigtsberg. Nach 1856 gehörte der Ort zum Gerichtsamt Schöneck und ab 1875 zur Amtshauptmannschaft Oelsnitz.
1912 wurde das Rittergut Schilbach von Carl Siems erworben, der in Plaue bei Flöha eine Tüllfabrik besaß. Er ließ das alte Schloss bis 1914 abreißen und dessen Inventar versteigern. Danach entstand auf dem Areal das neue Schloss als repräsentatives Wohnhaus und ein Park. Siems Witwe wurde 1945 enteignet. Im Rahmen der Bodenreform in der Sowjetischen Besatzungszone erfolgte die Aufteilung des Ritterguts. Zwischen 1948 und 1955 wurde das Herrenhaus als Kreisparteischule genutzt, danach zum Altersheim umfunktioniert. Durch die zweite Kreisreform in der DDR kam die Gemeinde Schilbach im Jahr 1952 zum Kreis Klingenthal im Bezirk Chemnitz (1953 in Bezirk Karl-Marx-Stadt umbenannt), der 1990 als sächsischer Landkreis Klingenthal fortgeführt wurde und 1996 im Vogtlandkreis aufging.
Durch die Eingemeindung nach Schöneck/Vogtl. wurde die Gemeinde Schilbach am 1. Mai 1995 ein Ortsteil und eine Ortschaft der Stadt Schöneck/Vogtl. Das einstige Rittergut Schilbach kam 1990 in den Besitz des Landkreises Oelsnitz. Nach der 1991 erfolgten Schließung des Altersheimes wurde es 1996/1997 durch den „Obervogtländischen Verein für Innere Mission Marienstift e. V.“ gekauft und die Gutsgebäude 1998 saniert. Seitdem wird das Herrenhaus durch ein Kultur- und Jugendbildungszentrum genutzt. Im Jahr 2001 wurde der Park wiederhergestellt.

## Öffentlicher Nahverkehr
Schilbach ist mit der vertakteten RufBus-Linie 97 des Verkehrsverbunds Vogtland an Schöneck angebunden. Dort besteht Anschluss zur PlusBus-Linie 90 nach Plauen und Oelsnitz.